# Théoneste Bagosora
Théoneste Bagosora (ur. 16 sierpnia 1941 w Giciye, zm. 25 września 2021 w Bamako) – rwandyjski polityk i wojskowy w stopniu pułkownika. Główny twórca ludobójstwa w Rwandzie w 1994, skazany na dożywocie przez Międzynarodowy Trybunał Karny dla Rwandy. 

## Życiorys
Urodził się w gminie Giciye, w prefekturze Gisenyi, w Ruandzie-Urundi. Wywodził się z plemienia Hutu. W 1964 ukończył Szkołę Oficerską (École des officiers) w stolicy Rwandy, Kigali. Uzyskał stopień podporucznika i kontynuował studia wojskowe we Francji. Podczas swojej kariery wojskowej pełnił funkcję zastępcy przywódcy Wyższej Szkoły Wojskowej (École supérieure militaire) w Kigali oraz zajmował stanowisko dowódcy obozu wojskowego w Kanombe.
W czerwcu 1992 Bagosora otrzymał posadę dyrektora gabinetu w ministerstwie obrony Rwandy. Pomimo oficjalnego przejścia na emeryturę wojskową 23 września 1993, utrzymał stanowisko w ministerstwie aż do momentu swojej ucieczki z kraju w lipcu 1994.

### Udział w ludobójstwie
„Wygląda na to, że jeżeli cała ta operacja była przygotowana przez jakiegoś głównego organizatora, to odpowiedzialność spoczywa na pułkowniku Théoneste Bagosorze”
Urodził się w tym samym północnym regionie kraju, co Juvénal Habyarimana – prezydent Rwandy w latach 1973–94. Posiadał kontakty z ugrupowaniem o nazwie „Le Clan de Madame”, znanym później jako „Akazu”. Grupa ta związana była z osobą Agathe Habyarimany, żony prezydenta, którą uważano za ekstremistkę plemienia Hutu i osobę blisko związaną z wpływowymi przedstawicielami społeczeństwa. Bagosora przejawiał dążenia do władzy, o czym dobrze wiedzieli ekstremiści.

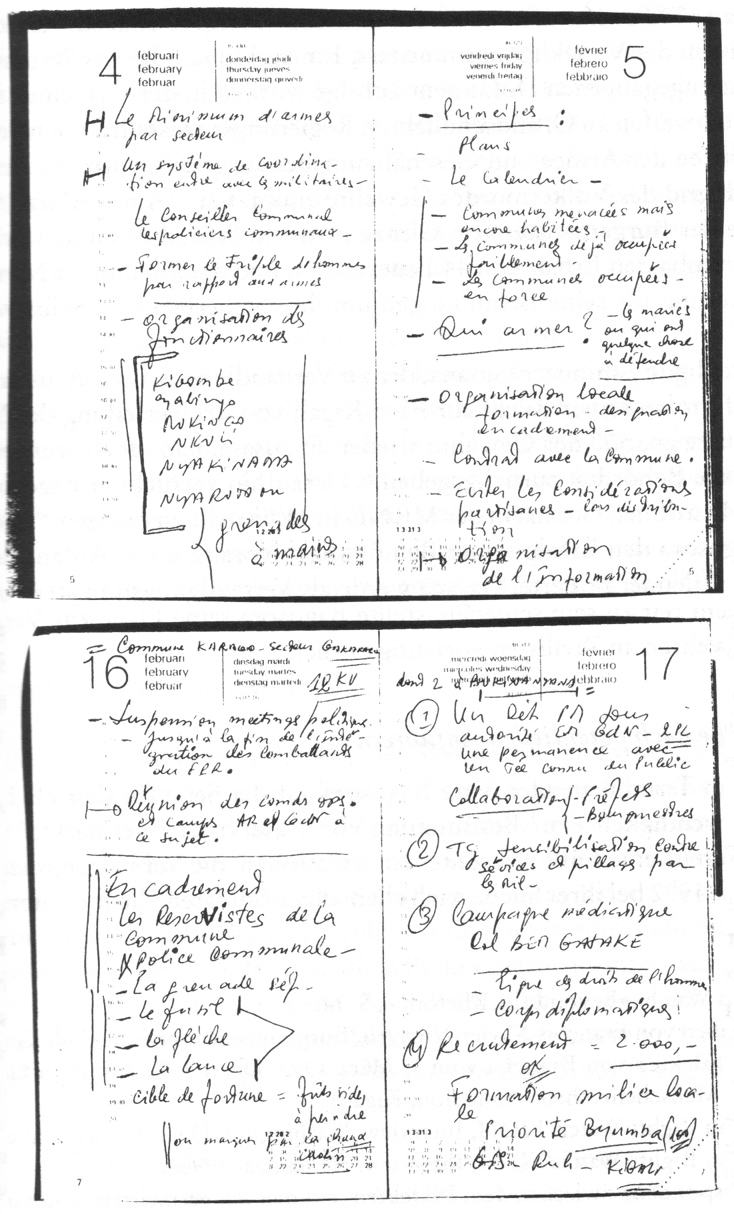
Strony dziennika Théoneste Bagosory z lutego 1993 r. przedstawiające elementy programu „samoobrony cywilnej”

Chociaż Bagosora uczestniczył w negocjacjach, które uwieńczono podpisaniem porozumień w Aruszy (Tanzania) w sierpniu 1993 to jednak nigdy nie popierał postanowień protokołu. Często wspomina się jego oświadczenie wypowiedziane po podpisaniu porozumienia, w którym stwierdził, że wraca do Rwandy, żeby przygotować się na apokalipsę. Belgijski pułkownik Luc Marchal, który był dowódcą sektora UNAMIR w Kigali, zeznał, że Bagosora powiedział mu, iż jego zdaniem jedynym sposobem na rozwiązanie problemów wewnętrznych Rwandy jest pozbycie się ludu Tutsi.
Bagosora odpowiadał za powołanie jednostek „samoobrony”, tzw. Interahamwe, które później miały działać na terenie każdej gminy w kraju. Grupy samoobrony miały na celu współpracę z lokalną policją, milicją oraz wojskiem. Bagosora przyczynił się także do dystrybucji broni oraz maczet w Rwandzie. W okresie od stycznia 1993 do marca 1994 Rwanda importowała ponad 500 tys. sztuk maczet, dwukrotnie więcej niż w poprzednim roku. Opublikowano także listy osób, uważanych za wrogów narodu. Nieuchronnie nadciągało widmo wojny domowej.
Około godziny 20:15 6 kwietnia 1994 r. prezydent Habyarimana wracał swoim samolotem do Kigali z konferencji, gdy jego samolot został trafiony przez dwie rakiety odpalone z ziemi. Samolot spadł na ziemię. Wszyscy piloci oraz pasażerowie, wraz z prezydentem, zginęli. Do dziś nie zgromadzono dostatecznych dowodów, wskazujących kto jest odpowiedzialny za zestrzelenie samolotu. Jednak w kręgu głównych podejrzanych o organizację zamachu znajduje się pułkownik Bagosora wraz z podległymi mu grupami akazu. Wieść o śmierci prezydenta została szybko rozgłoszona, co wywołało falę zabójstw.
Po zamachu pułkownik Bagosora wraz z pułkownikiem Rwagafilitą zebrali swoich zwolenników i zwołali posiedzenie Komitetu Kryzysowego. Na konferencję zaproszono generała Romeo Dallaire'a, głównodowodzącego sił pokojowych Organizacji Narodów Zjednoczonych (UNAMIR). Przyjechał on, by spotkać się z naczelnym dowództwem rwandyjskiej armii. Dallaire nie przyjął propozycji Bagosory, by armia przejęła kontrolę nad sytuacją polityczną w kraju aż do pojawienia się okoliczności sprzyjających zwróceniu władzy politykom. Przywódca UNAMIR-u przypomniał, że na czele państwa wciąż stał rząd, kierowany przez premier Agathe Uwilingiyimana. Bagosora opowiedział mu, że pani Uwilingiyimana nie jest w stanie zapanować nad narodem. Kilka godzin później premier Rwandy została zamordowana wraz z mężem przez członków Gwardii Prezydenckiej oraz armii. Po nieudanej próbie przejęcia władzy przez wojsko, Bagosora powołał rząd tymczasowy. Rząd tymczasowy miał charakter wielopartyjny, jednak wchodzące w jego skład osoby reprezentowały radykalne frakcje swoich partii.
Wkrótce masakry rozprzestrzeniły się na cały kraj. W pierwszym rzędzie zginęło wiele znaczących osobistości z plemienia Tutsi oraz umiarkowanych polityków z ludu Hutu. Nazwiska oraz adresy osób wytypowanych do likwidacji opublikowano na listach. Radio RTLM podżegało do dokonywania zabójstw. W celu uprzątnięcia zwłok pomordowanych sprowadzano ciężarówki. Nad ranem 7 kwietnia, żołnierze belgijskich sił pokojowych, które osłaniały premier Uwilingiyimanę i które przyglądały się oblężeniu przez żołnierzy rządowych rezydencji pani premier, zostali rozbrojeni i przewiezieni do obozu Kigali, położonego ok. 200 m od miejsca, w którym pułkownik Bagosora prowadził konferencję z wojskowymi. Personel wojskowy w ciągu kilku następnych godzin wymordował pojmanych żołnierzy sił pokojowych. W trakcie swoich późniejszych zeznań pułkownik Bagosora przyznał, że był świadkiem pogromów; oświadczył jednak, że nie mógł uczynić nic, by powstrzymać falę mordów. Tak jak przewidywano, śmierć dziesięciu belgijskich żołnierzy spowodowała wycofanie większości sił pokojowych z obszaru Rwandy, co otworzyło drogę do masowych rzezi.
W ciągu kolejnych 100 dni, osiągnięto haniebny rekord w ilości zamordowanych ofiar w tak krótkim przedziale czasu. Zależnie od źródła informacji, liczba poległych szacowana jest na od 800 tys. do miliona osób.
Bagosora zbiegł do sąsiedniego Zairu. „Zaopatrywani i chronieni w obozach dla uchodźców, utrzymywanych dzięki milionom dolarów napływających w ramach pomocy międzynarodowej, przywódcy Hutu mogli regularnie prowadzić swoje konferencje i rekrutować nowych członków”. Ze sporym wkładem Bagosory, przywódcy Hutu zdołali odbudować swoje struktury wojskowe, potrzebne im w celu usunięcia populacji Tutsi.
Później Bagosora przeniósł się do Kamerunu razem z kilkoma czołowymi dygnitarzami plemienia Hutu. Właśnie tam został aresztowany. W 1997 po raz pierwszy postawiono go przed Międzynarodowym Trybunałem Karnym dla Rwandy, obradującym w Aruszy, w Tanzanii. Przedstawiono mu trzynaście zarzutów, sklasyfikowanych do jedenastu różnych rodzajów zbrodni, na podstawie międzynarodowego prawa dotyczącego ludobójstwa, zbrodni przeciwko ludzkości oraz zbrodni wojennych. Zbiorowy proces, obejmujący również trzech innych wyższych wojskowych rwandyjskich, oskarżonych o współudział w ludobójstwie, rozpoczął się 2 kwietnia 2002.
W czasie postępowania sądowego przedstawiono dowód na sporządzenie przez płk. Bagosorę oraz trzech współoskarżonych wojskowych dokumentu traktującego lud Tutsi jako „głównego wroga”. Dokument ten został rozprowadzony w szeregach armii. Zostali oni również oskarżeni o wspieranie medialnej kampanii nienawiści na tle etnicznym oraz sporządzanie list ofiar.
Po pięciu latach, proces zakończył się 1 czerwca 2007.
17 grudnia 2008 zapadł wyrok. Bagosora został skazany na dożywocie, w związku z czynami popełnionymi w trakcie ludobójstwa.